# Ротач Петро Петрович
Рота́ч Петро́ Петро́вич (24 січня 1925, хутір Калениківщина Талалаївської волості Роменського повіту на Полтавщині, нині у складі с. Слобідка Талалаївського району Чернігівської області України— 13 червня 2007, Полтава) — український поет і літературознавець. Член Національної спілки письменників України з 1992 року. Лауреат обласної літературно-мистецької премії імені Панаса Мирного (2000). Нагороджений Грамотою Полтавського фонду імені С. Петлюри «За жертовну діяльність на ниві української культури» (1995). Почесний член Всеукраїнської спілки краєзнавців (з 1993). Почесний член Всеукраїнського товариства «Просвіта» імені Тараса Шевченка (1998).

## Біографія
Народився на хуторі Калениківщина Талалаївської волості Роменського повіту на Полтавщині (що нині у межах с. Слобідка Талалаївського району Чернігівської області), у селянській родині. Мати була неписьменна, а батько закінчив церковноприходську школу і вдосконалював свої знання читанням книг.
Перші його вірші надруковані у районній газеті, коли хлопець мав лише 15 років.
Сімнадцятирічним, 1942 року, вивезений на роботи до Німеччини, де, як «остарбайтер», працював до звільнення у 1945. У 1943—1944 роках, завдяки знайомству з групою української творчої інтелігенції, духовно прилучився до українського патріотичного руху. Продовжив свою творчу діяльність, публікуючи вірші та оповідання про розкуркулення і голод 1933 року (часописи «Пробоєм» (Прага) та «Дозвілля» (Німеччина), газета «Земля» (Плауен, Саксонія).
У травні 1945 з англійської зони окупації потрапив до Радянської армії, був приписаний до запасного полку і два роки служив на території Румунії.
Після повернення на батьківщину протягом сорока років перебував під постійним наглядом: спочатку МДБ, а потім КДБ. Ці органи заважали отримати освіту, обрати місце роботи, займатися літературною творчістю, науковою діяльністю і забороняли видавництвам відкрито публікувати його твори та статті у вітчизняній періодиці. Можливість безперешкодно публікуватися з'явилася лише з 1987 року.
1951 року закінчив учительський, а у 1954-му — педагогічний інститут у Полтаві. 
Працював учителем російської і української мов та літератури, шкільним бібліотекарем, методистом культосвітньої роботи при Полтавському обласному управлінні культури, учителем-консультантом обласної заочної школи, у 1969—1985 роках — старшим викладачем підготовчого відділення Полтавського інженерно-будівельного інституту. Після виходу на пенсію (1985) цілковито віддався літературній та науковій праці. Мешкав у Полтаві.
Обраний членом Національної спілки письменників України 1992 року.
Був членом редколегії журналу «Український засів» (Харків, 1994—1998).
Помер 13 червня 2007 року у Полтаві.

## Творчість
Друкуватися почав 1940 року в талалаївській районній газеті.
Його ліричні вірші та оповідання про голод в Україні 1933 року і розкуркулення друкувалися у журналах «Пробоєм» (Прага) та «Дозвілля» (Німеччина), газета «Земля» (Плауен, Саксонія, 1943—1945).
У 1950-70-х друкувався під псевдонімами у різних українських виданнях,— від районних до столичних,— а також у російській періодиці, у Польщі та Югославії.
Протягом 1965—1971 років опублікував матеріали до Українського біографічного словника під назвою «Літературна Полтавщина» (журнал «Архіви України», 577 статей-персоналій).
1967 року спільно з проф. С. Крижанівським підготував Повне зібрання творів Л. Боровиковського, упорядкував збірку «Поезії» О. Афанасьєва-Чужбинського (1972).
У 1963—1988 роках співпрацював з українськими виданнями Польщі: «Наше слово», «Наша культура» та "Український календар», де опублікував понад 100 літературно-критичних матеріалів та наукових розвідок. Кількасот статей опублікував у енциклопедичних виданнях («Українська літературна енциклопедія», «Енциклопедія сучасної України» та ін.). Праці Петра Ротача вміщені також у багатьох збірниках, журналах, антологіях.
1989 року в журналі «Київ» оприлюднено першу збірку віршів Петра Ротача «Високі мислі — не випадкові».
Автор біля 3 тисяч статей в енциклопедичних виданнях, 25 книг.
Окремі видання творів Петра Ротача:
- Світло рідної хати (Талалаївка, 1989),
- Апостол правди і науки. До 150-річчя від дня народження М. П. Драгоманова (Гадяч, 1991),
- По духу брат Тараса. До 150-річчя від дня народження композитора М. В. Лисенка (Полтава, 1992),
- Колоски з літературної ниви: Короткий літературний календар Полтавщини. Частина I. (Полтава, 1993),
- Біля гнізда соловейка. Літературно-краєзнавчі студії (Полтава, 1993),
- Іван Котляревський у листуванні (Опішне, 1994),
- Грудочка любимої землі: Василь Симоненко і Полтавщина (Опішне, 1995),
- Мить і вічність: Поезії (Полтава-Мельбурн, 1996),
- Що збулось, що не збулося… : Пізня лірика (Полтава 1998)
- Розвіяні по чужині: Полтавці на еміграції. Короткий біобібліографічний довідник (Полтава, 1998),
- Крізь роки болю і надій: Вірші 1942—1998; Дух минувшини: Поезії; Колоски з літературної ниви: Короткий літературний календар Полтавщини. Ч. І і II (Полтава, 1999),
- Від Удаю до Орелі: Т. Г. Шевченко і Полтавщина;
- І слово, і доля, і пам'ять: Статті. Дослідження. Спогади (Полтава, 2000),
- Я зробив, що міг: Листи проф. П. Митропана до автора книги. 1965—1988;
- Опанасова кобза: Проза (Полтава, 2000),
- Струн поетичних дивні звуки: Переклади (псевд.: Петро Самотній; Полтава, 2001),
- Талалаївські етюди: Листочки із дерева духу (Полтава-Чернігів, 2001),
- Під кроною Шевченкового дуба: Ювілейні виступи біля пам'ятника та Дуба Шевченка в Полтаві (1989—2001),
- Від Яготина до Полтави: Тарас Шевченко і Полтавщина. Кн. 2 (Полтава, 2002),
- Поет із роду Боровиків: Матеріали до біографії Л. І. Боровиковського (Полтава, 2003),
- Поклик через століття: Іван Котляревський і Полтава. Збірник статей і досліджень (Полтава, 2003),
- Священні місця Полтавщини: Дві літературні поїздки. Гоголівський край. Гадяч. Зелений Гай Лесі Українки (Полтава, 2004),
- Рядки за рядками, літа за літами… Про те, що було дороге й незабутнє. Літературне краєзнавство. Історія книги. Фольклор. Автографи. Літературознавство. Поезія. Родинний архів (Полтава, 2005) та ін.

## Відзнаки
Лауреат обласної літературно-мистецької премії імені Панаса Мирного за книгу «Від Удаю до Орелі» і «багаторічну наукову і творчу працю в царині української культури національного відродження» (2000), а також премії імені П. П. Чубинського в галузі фольклору та етнографії Українського товариства охорони пам'яток історії та культури «за багаторічну невтомну діяльність у справі збереження історико-культурної спадщини України» (2001). У 2005 році нагороджений Грамотою НСПУ — «за визначні здобутки в українській літературі, активну участь у громадській діяльності, у відродженні культури і духовності рідного народу» та з нагоди 80-річчя від дня народження, а також значком «Почесна відзнака».

## Твори
- Ротач, П. П. Полтавська Шевченкіана: Спроба обласної (крайової) Шевченківської енциклопедії: у 2-х кн. / П. П. Ротач. — Полтава: Дивосвіт.— Кн.I, 2005. Кн.II, 2007.

## Вшанування

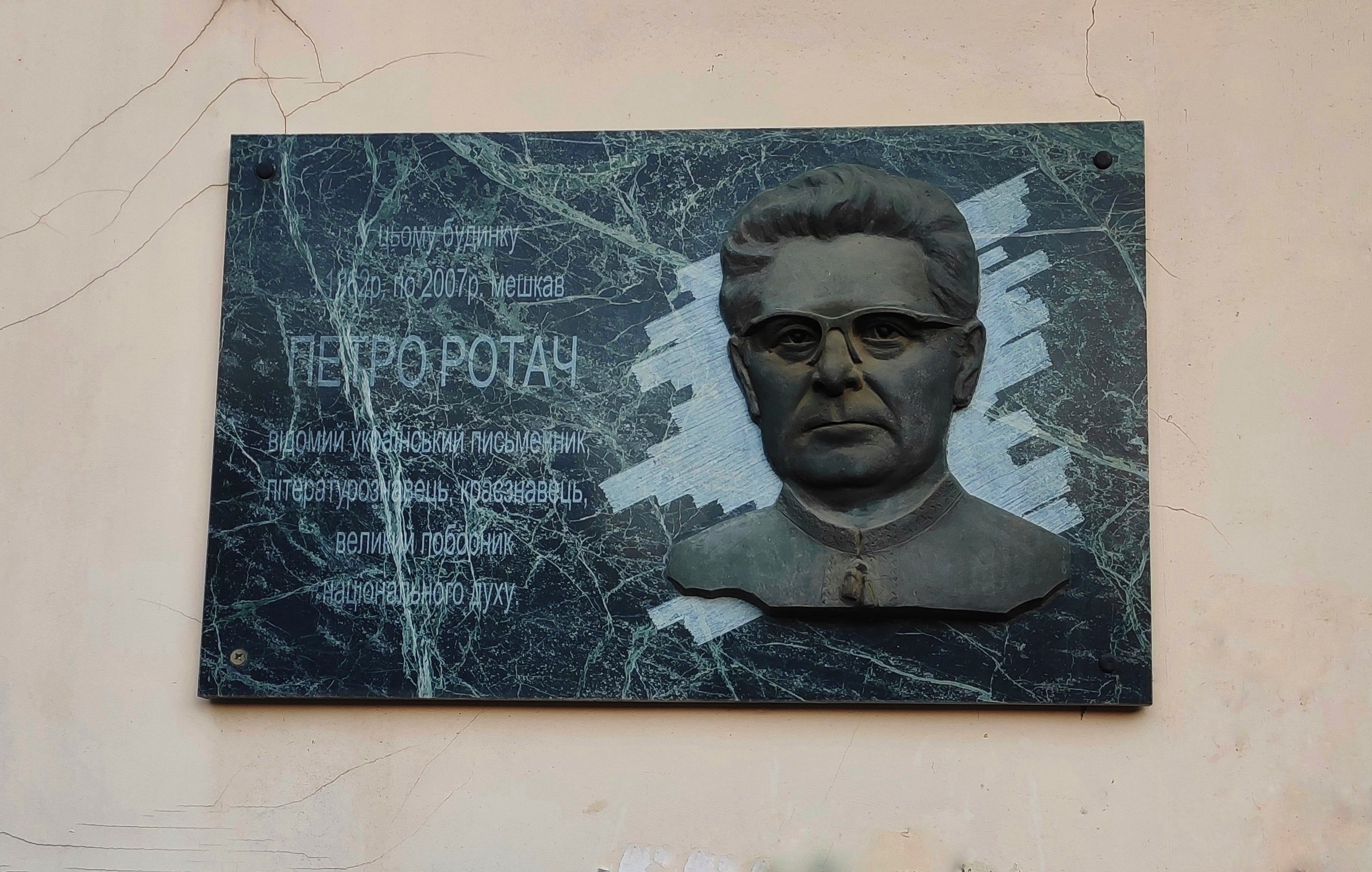
Меморіальна дошка П. Ротачу

На Покрову 14 жовтня 2009, у День Українського козацтва та Української Повстанської Армії, ще й у день святого Петра (Калнишевського) у Полтаві на будинку 66-А по вулиці Жовтневій відкрили меморіальну дошку письменникові, літературознавцеві, вірному синові України Петрові Ротачу.
У 2018 Полтавська обласна рада заснувала Премію імені Петра Ротача з метою «сприяння розвитку національного краєзнавчого руху, вивченню минулого і сьогодення Полтавщини, дослідницько-краєзнавчій діяльності у галузях історії та літератури, відзначення краєзнавців за вагомі творчі здобутки». Нею нагороджуються краєзнавці за кращі документально-публіцистичні і науково-популярні твори з історії рідного краю та літератури у двох номінаціях «Історичне краєзнавство» та «Літературне краєзнавство». Її розмір становить 5 тис. грн.